# Braham, Minnesota
Braham là một thành phố thuộc quận Isanti, tiểu bang Minnesota, Hoa Kỳ. Năm 2010, dân số của thành phố này là 1793 người.

## Dân số
- Dân số năm 2000: 1276 người.
- Dân số năm 2010: 1793 người.